# Valsartansäure
Valsartansäure ist eine chemische Verbindung aus der Gruppe der Biphenyl- und Tetrazol-Verbindungen. Es handelt sich um einen Mikroschadstoff und Transformationsprodukt (TP) von Arzneimittelwirkstoffen aus der Gruppe der Sartane. Valsartansäure wurde als Abbauprodukt von Valsartan, Irbesartan, Candesartan und Olmesartan nachgewiesen. Es entsteht bei der Belebtschlammbehandlung. Durch Verfahren in Klärwerken wie Ozonierung in der 4. Reinigungsstufe lassen sich 50 bis 80 Prozent Valsartansäure entfernen. Der gesundheitliche Orientierungswert (GOW) im Trinkwasser liegt bei 0,3 µg/L.